# Подъём корпуса
Подъём корпуса (подъём туловища) — физическое упражнение на развитие мышц живота при сгибании верхнего отдела туловища с отрывом поясницы от скамьи или пола. Упражнение, при котором поясница остаётся прижатой к полу, называется скручивание. В отличие от последнего, при подъёме корпуса помимо прямой, наружных и внутренних косых мышц живота участвуют также мышцы бедра, в том числе подвздошно-поясничная мышца, а также стабилизирующие мышцы спины.

## Техника выполнения

Исходное положение: лёжа на спине с согнутыми в коленях ногами и стопами упирающимися в пол, руки могут быть сложены крест-накрест на груди, расположены за головой либо вытянуты вперёд.
В начале первой фазы происходит движение, полностью аналогичное упражнению «скручивание» — скручивание корпуса за счёт напряжения мышц живота. Во второй фазе происходит скручивание в тазобедренном суставе за счёт напряжения мышц бёдер и отрыв поясницы от пола/скамьи. В третьей — обратное движение: расслабление мышц бёдер и разгибание в тазобедренном суставе, затем то же самое с мышцами пресса. Выдох делается при движении вверх.
Упражнение следует выполнять со средней интенсивностью, не используя силу инерции. Не следует пытаться помогать себе в движении руками; работа должна происходить за счёт сокращения целевых мышц.

### Варианты
По положению рук: упражнение можно сделать легче для выполнения, расположив руки вытянутыми перед собой, таким образом одновременно снижая поднимаемый вес и, уменьшая стабильность, понизив нагрузку на мышцы-стабилизаторы. Можно усложнить, заведя руки за голову.
По движению корпуса: помимо прямолинейного движения, можно добавить элементы скручивания вбок в первой фазе движения, давая дополнительную нагрузку на косые мышцы живота.
Для увеличения нагрузки ноги могут быть расположены выше головы, например при использовании наклонной скамьи, и/или добавлено отягощение.

## Жиросжигание
Хотя профессиональным спортсменам известно, что локальное жиросжигание является мифом, многие люди продолжают верить, что силовые упражнения, и, в том числе, подъём корпуса, могут создавать точечное уменьшение объёма подкожной жировой ткани. Видимое увеличение «шести кубиков» происходит не столько за счёт мышечной гипертрофии, сколько за счёт уменьшения жировой прослойки в области пресса — чего, в свою очередь, можно достичь только уменьшением массы жировой ткани во всём теле.

## Риски
Неверное выполнение упражнения может служить причиной возникновения болей в нижней части спины, а также её травматизации. Некоторые исследователи утверждают, что подъёмы корпуса могут быть опасны из-за высокой компрессионной нагрузки на поясницу и могут быть заменены на скручивания в тренировочных программах упражнений.